# Pravda a láska
Pravda a láska je heslo vyjadřující morální imperativ obsažený ve výroku: „Pravda a láska musí zvítězit nad lží a nenávistí“. Tuto větu pronesl Václav Havel během sametové revoluce, která svrhla komunistický režim v Československu.

## Obdobné výroky v historii
- Spojení „pravda a láska“  je tradičně užíváno v křesťanství, zejména jako charakteristika Ježíše Krista[3]
- Podobné heslo ještě před Havlem pronesl Mahátma Gándhí: „When I despair, I remember that all through history the way of truth and love have always won.“ (Když ztrácím naději, vzpomenu si, že vždy v dějinách zvítězila cesta pravdy a lásky.)[4] Havel byl ke Gándhímu také po své smrti přirovnáván, např. americkým prezidentem Barackem Obamou,[5] a již roku 1993 mu byla udělena i Cena Indiry Gándhíové.

### Interpretace Karla Schwarzenberga
Svou interpretaci hesla vyjádřil český politik a bývalý prezidentův kancléř Karel Schwarzenberg ve smutečním projevu při Havlově státním pohřbu:
... Václav Havel věděl, že když chápeme pravdu sebestředně, pouze jako svou pravdu, tak je to příčina sváru a nesnášenlivosti, proto jeho heslo bylo pravda a láska, neboť pouze láska nás přiměje naslouchat pravdě toho druhého, pravdě jiných. To je ta láska, která nás též vede k pokoře ...

## Původ hesla

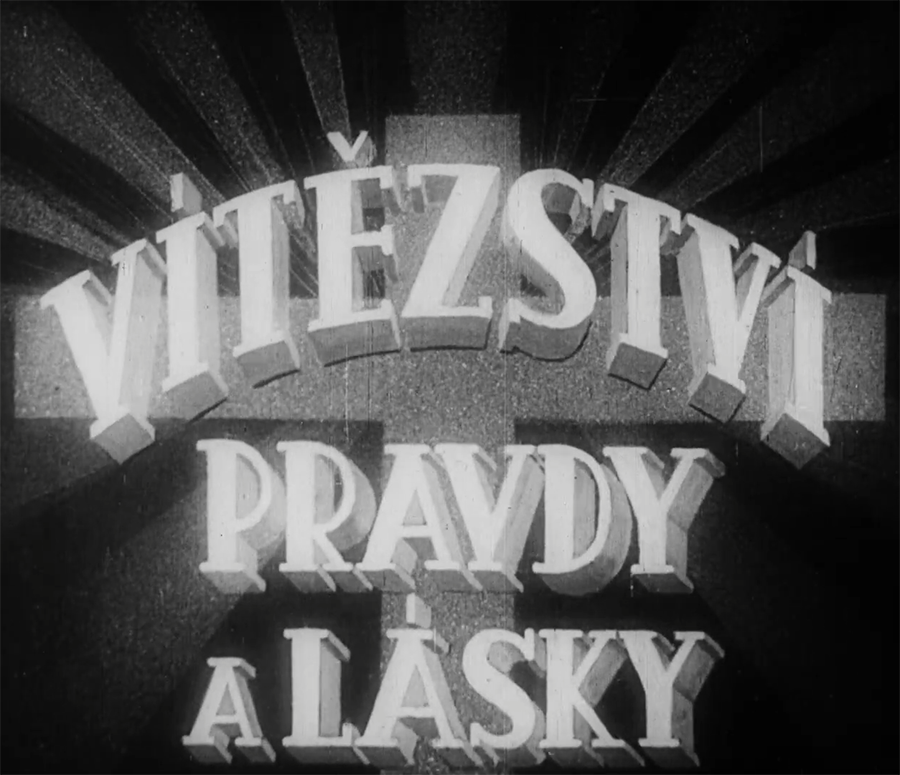
Heslo pražského sjezdu československých katolíků v červnu 1935

Imperativ pravdy a lásky sahá v českém kontextu hlouběji do historie. Již v 17. století se v Labyrintu světa a ráji srdce, kde se Jan Amos Komenský zabýval láskou v kontextu obecného lidského snažení, objevila pravda, kterou Komenský spojil s Bohem. O konexionalismu pravdy a lásky se pak zmínila česká literatura i v 19. století, společně se společností, která znovu reagovala na Komenského dílo. Na přelomu 19. a 20. století se ono sousloví objevilo nejen v českém evangelickém tak katolickém prostředí, ale i v prostředí politiky. Hlavním heslem až 500 tisíc účastníků prvního celostátního sjezdu katolíků československých v červnu 1935 v Praze bylo motto „Vítězství pravdy a lásky“, které věřící užívali jako oslavu a provolání víry a náboženského smíru v první republice. To je i názvem stejnojmenného dokumentárního filmu. Politicky blízko evangelické církvi se spojení také vyskytlo např. v hesle jednoho z prvorepublikových praporů Československé strany národně socialistické s mottem „Pravdou a láskou vítězíme“.
Z balkónu Melantrichu pronesl Václav Havel během prosincové demonstrace sametové revoluce, při výročí  Dne lidských práv, větu: „Pravda a láska musí zvítězit nad lží a nenávistí.“
Spojení Pravda a Láska se též od roku 1993 stalo součástí skautského slibu českých skautů, kteří slibují „sloužit nejvyšší Pravdě a Lásce věrně v každé době“.

## Pravdoláskaři
Jedinci ztotožňující se s obsahem výroku Václava Havla: „Pravda a láska musí zvítězit nad lží a nenávistí,“ a zastávající z hlediska hodnot a idejí obdobné názory jako Havel, jsou někdy označováni jako pravdoláskaři. Atributy jim připisované jsou vesměs Havlovy ideály jako politická obhajoba lidských práv, či intervenční zahraniční politika zabezpečující úsilí o svobodu a demokracii. Jejich oponenty jsou například Václav Klaus a jeho příznivci, např. Petr Hájek. Termínu pravdoláskaři dodávají jejich protivníci pejorativní nádech i kvůli jeho naivitě. Nicméně ti, kteří jsou takto označováni, ho chápou v pozitivním duchu.
V červenci 2015 Karel Oliva, ředitel Ústavu pro jazyk český AV ČR vyslovil své zdání, že dlouhé a hůře použitelné označení „pravdoláskař“ bylo částečně nahrazováno výrazem „sluníčkář“, což ale nebylo podloženo žádnými studiemi.